# Calvaire-fontaine de Miribel
Le calvaire-fontaine de Miribel appelé également croix de mission de la fontaine Saint-Romain est un calvaire muni d'une fontaine dans sa partie inférieure. Il est situé au centre de la place Henri-Grobon à Miribel, dans l'Ain.
D’abord simple croix de mission au XVIIIe siècle, elle deviendra calvaire à la suite de l'exécution par décapitation du curé de Miribel en l’an II de l’ére républicaine. Enfin, à partir de 1832, à la suite d'une période de sécheresse, le monument est transformé en fontaine avec trois bacs servant d'abreuvoir.
Le monument fait l'objet d'une inscription au titre des monuments historiques, depuis 1929.

## Description

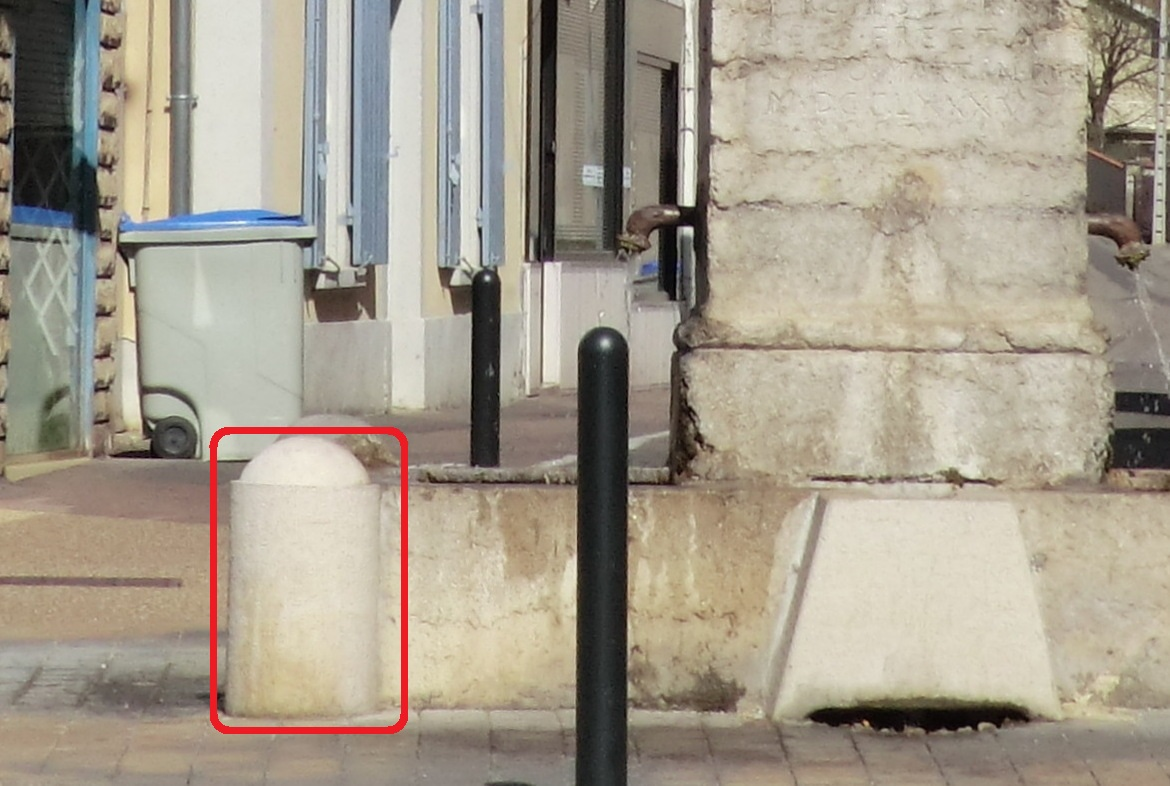
Mise en évidence (entouré en rouge) du butte-roue sud-ouest du calvaire-fontaine de Miribel.

Le monument est entièrement construit en calcaire. Trois bacs lui sont adjoints : deux grands à l'ouest et à l'est, d'une longueur respective de 1,60 mètre ; au sud un bac plus petit, long de 0,90 mètre est accolé au monument.
C’est au-dessus de ce dernier que se trouve un cube mouluré sur lequel sont inscrites des écritures peu lisibles hormis l’évocation en chiffres romains de l'année 1785. L'ensemble, avec sa croix, mesure environ 6 mètres de haut.
Enfin, dans les années 1990, seuls deux bute-roues (éléments disposés à chaque angle du monument), ceux situés au nord, subsistaient ; depuis deux bute-roues ont été ajoutés au monument, aux angles sud-ouest et sud-est.
Des inscriptions sont gravées sur les faces nord et sud du calvaire-fontaine :
- au sud, la date 1785 est encore lisible ; Les inscriptions  mentionnent aussi Claude Joseph Martin, curé de Miribel, mort guillotiné à la Révolution. Cette fin justifiera la transformation de la simple croix de mission en calvaire.
  - « D(eo) O(ptimo) M(aximio) »
  - « P(arrochiano)RUM.S(anc)TI.R(oma)NI »
  - « S(umpti)BUS.ERECTA »
  - « D(ominus) C.THO(mas.MARTIN.PRES(byter) »
  - « MDCCLXXXV » ;
- au nord, l'inscription évoque également l'année 1785, avec une date plus précise : le 2 décembre 1785.
  - « DEO CRUCE »
  - « 2 DEC 1785 ».

## Histoire

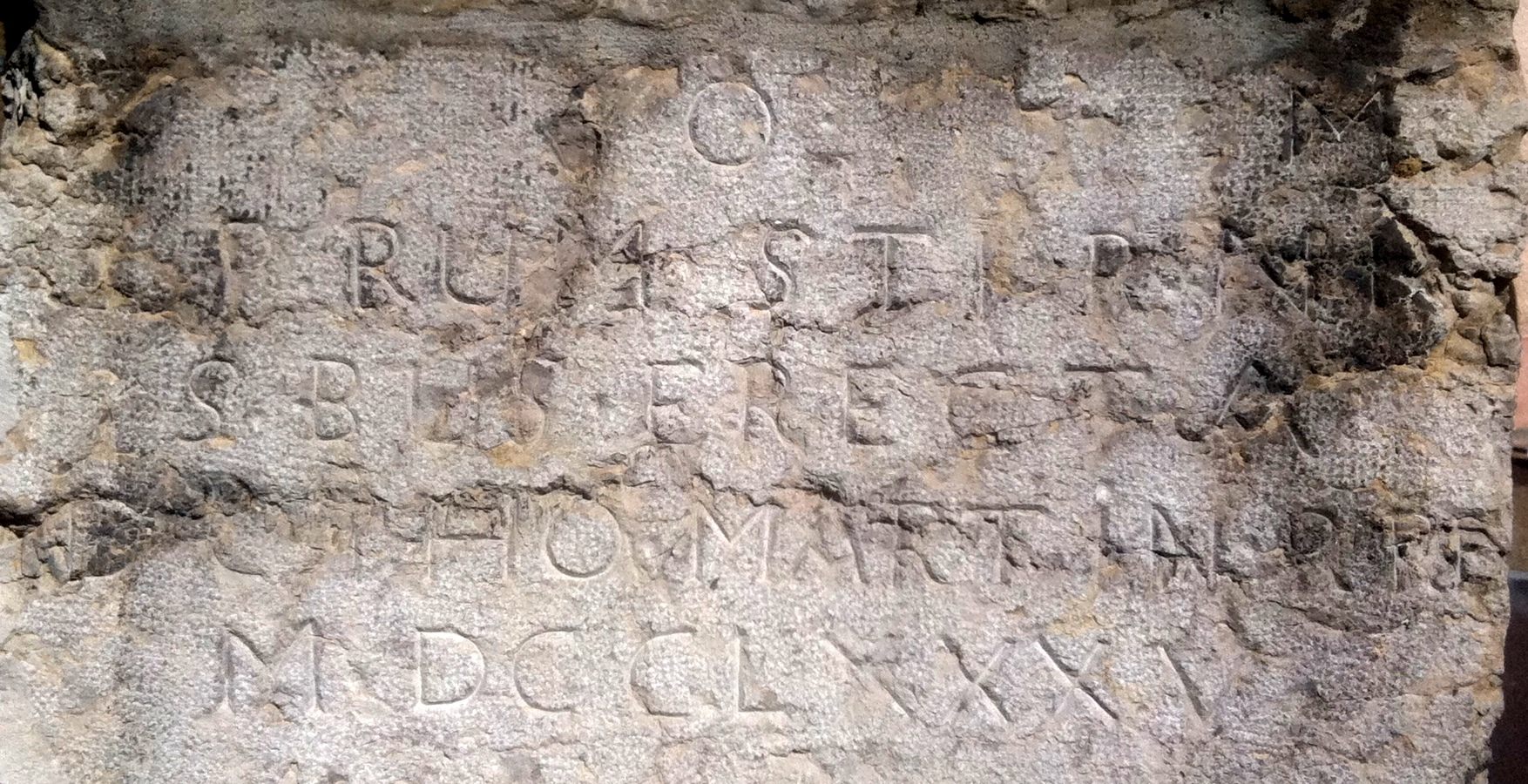
Inscriptions en latin sur la face sud du calvaire-fontaine.

La date précise de sa construction reste indéterminée même si plusieurs éléments viennent attester de son existence dès le milieu du XVIIIe siècle : elle est présente sur un plan datant de 1748-1750 appartenant à Louis Chapuis, seigneur de Margnolas et de Miribel. Il faut préciser que deux inscriptions, sur les face sud (en chiffres romains) et nord, mentionnent la date de 1785. Le 16 pluviose de l'an II, Claude Joseph Martin, curé de Saint-Romain est guillotiné à Lyon. La croix de mission rendra donc hommage à Claude Joseph Martin et deviendra un calvaire : sur la face nord du monument sera inscrit le nom du supplicié. À la suite de grandes sécheresses et à la demande de certains habitants, la mairie de Miribel fait transformer le monument en abreuvoir en 1832 ; des bacs sont accolés sur trois des faces du monument. Son utilisation pour faire boire chevaux et bestiaux perdurera jusqu'au premier tiers du XXe siècle. Son alimentation en eau provenait d'une source privée, la « source des vingts ». Dans les années 1990, la fontaine n’était plus alimentée en eau. À la fin des années 1990, la remise en état des canalisations a permis, de nouveau, de voir la fontaine fonctionner.
Jusqu'à la Révolution française, le monument se trouvait sur la même place, quelques mètres plus à l'ouest,. Le monument n'a plus été déplacé depuis.

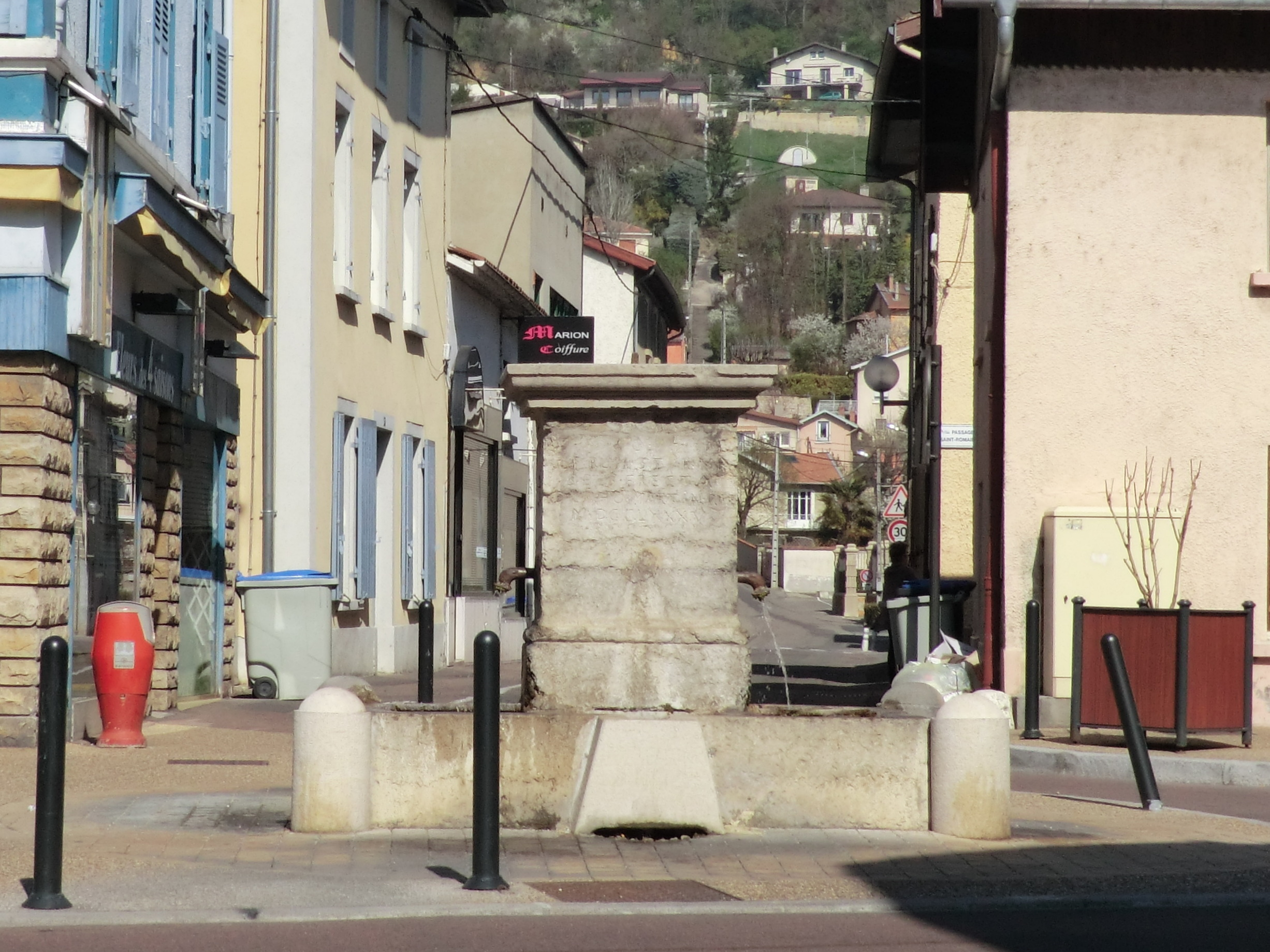
Vue de la place Henri-Grobon et de la fontaine, sans la croix, en mars 2012.

En mars 2012, la croix du monument est démontée pour réfection. La base de la croix qui avait la forme d'une pyramide tronquée a été refaite en pierre dans sa forme originelle qui existait au début du XXe siècle. Des cartes postales d'époque ont été utilisées afin de retrouver le galbe et les moulures d'origine.

## Protection
La fontaine du monument fait l’objet d’un classement au titre des monuments historiques depuis le 25 juin 1929.

## Trompe-l'œil
En mai 2013, débute des travaux de réalisation d'un trompe-l'œil de 100 m2 (45° 49′ 25″ N, 4° 57′ 06″ E) donnant sur la place Henri-Grobon ; il représente quatre personnalités liées à Miribel : Henri Deschamps, Jean Moulin, Joséphine Guillon et Henri Grobon.